# Hermann Köhl
 (février 2013).
Si vous disposez d'ouvrages ou d'articles de référence ou si vous connaissez des sites web de qualité traitant du thème abordé ici, merci de compléter l'article en donnant les références utiles à sa vérifiabilité et en les liant à la section « Notes et références ».
Hermann Köhl (né le 14 avril 1888 à Neu-Ulm et mort le 7 octobre 1938 à Munich) est un pionnier de l'aviation allemand et pilote du premier vol transatlantique d'est en ouest.

## Biographie
Hermann Köhl est le deuxième des huit enfants du lieutenant-général bavarois Wilhelm Köhl (de) et de son épouse Walburga, née Mahler. La famille vit au 6 Ludwigstraße et Hermann étudie à l'école primaire puis au lycée à Ulm. Son père est alors capitaine et chef de batterie dans le 2e régiment d'artillerie à pied et est muté en 1897 à Munich, où la famille déménage. Hermann y passe quelque temps dans le corps des cadets, mais est renvoyé pour mauvaise conduite. Il termine donc sa scolarité dans les lycées de Nuremberg et d'Augsbourg. À l'âge de 19 ans, il rejoint l'armée impériale allemande afin de devenir officier comme son père. Au début de la Première Guerre mondiale, il est lieutenant dans le 13e bataillon du génie (de). Après avoir été blessé aux jambes, il s'engage dans la armée de l'air allemande. Il devient pilote puis commandant d'un escadron de bombardiers et reçoit la Pour le Mérite en 1918. Son avion s'écrase derrière les lignes ennemies où il est capturé et détenu comme prisonnier de guerre en France. Il parvient à s'évader et retourne en Allemagne.
Après la fin de la Première Guerre mondiale, il travaille pour la police allemande et pour la Reichswehr, mais en 1925 il passe dans l'aviation civile et se retrouve à la tête de la Deutsche Luft Hansa (en) Nightflight Branch en 1926 compte tenu de ses compétences lors des vols sans visibilité.

### Vol transatlantique

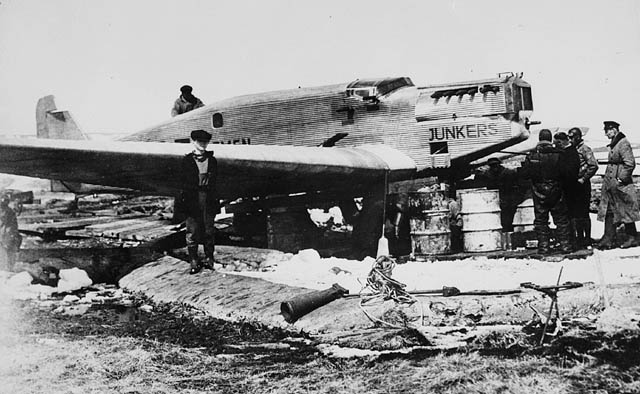
Le Bremen après la traversée transatlantique.

Après la traversée de l'Atlantique d'ouest en est par Charles Lindbergh en mai 1927, l'idée de la traversée en sens inverse — ce qui est plus difficile en raison des vents dominants — devient de plus en plus populaire. En 1927, Ehrenfried Günther von Hünefeld fait l'acquisition de deux avions Junkers W 33 de la société Junkers de Dessau, qu'il nomme d'après les deux fleurons de la Norddeutscher Lloyd, le SS Bremen et le SS Europa. Ses plans sont soutenus par Hugo Junkers. Les premières tentative en 1927 échouent compte tenu de mauvaises conditions météorologiques. Compte tenu des nombreuses tentatives tragiques de traversée de l'Atlantique en avion, de la perte de l'Europa et du vol historique de Lindbergh, la compagnie Junker's voit tout autre tentative d'un autre œil mais le professeur Junkers lui-même y reste favorable. Ainsi, presque en secret, Hünefeld et Köhl s'envolent pour Baldonnel en Irlande où ils rencontrent James Fitzmaurice (en), commandant de l'aérodrome de Baldonnel. Le 12 avril 1928, tous trois quittent Baldonnel à bord du Bremen (en) et traversent l'océan Atlantique, atterrissant sur l'île Greenly sur la côte sud du Labrador au Canada. Bien qu'ils aient manqué leur destination initiale, New York, ils sont les premiers à traverser l'Atlantique d'Europe vers l'Amérique.
Pour cet exploit, Köhl est décoré de la Distinguished Flying Cross par Calvin Coolidge, président des États-Unis.De retour en Allemagne, il sera nommé Docteur Honoraire en ingénierie et citoyen honoraire de sa ville natale, Neu-Ulm. Après un bref retour à la Lufthansa, il développe avec Alexander Lippish un avion basé sur le principe de l'aile volante. Quoique l'appareil ait été testé de façon satisfaisante, jamais ce dernier ne passera à l'étape de la production. 
De 1934 à 1935, il donne une série de conférences sur le vol sans visibilité et les techniques de navigation aérienne la nuit. Cela l'amène en conflit avec les autorités du IIIe Reich, lesquelles considèrent le contenu de ses conférences comme des secrets militaires et lui enjoignent d'y mettre fin. Köhl n'étant déjà pas en bons termes avec Hermann Goering dont il ne partage pas la vision de développement de l'aviation sera contraint à une retraite prématurée.  
Köhl meurt à Munich le 7 octobre 1938 d'insuffisance rénale à 50 ans. Malgré ses différends avec Goering, et sans doute aussi pour des fins de propagande, ses funérailles furent militaires. Rudolf Hess et des commandants des forces terrestres et aériennes y assistèrent. Plus important pour sa famille et amis son corps de cadet de Bavière (dont il avait été membre de 1902 à 1906) ainsi que les représentants des compagnies Junkers et Lufthansa vinrent lui rendre hommage. L'escadrille du 135e escadron de chasse survola sa tombe en formation afin de souligner sa contribution à l'aviation. Il est enterré à Pfaffenhofen an der Roth, près de sa ville natale.